# Huernia brevirostris
Huernia brevirostris är en oleanderväxtart. Huernia brevirostris ingår i släktet Huernia och familjen oleanderväxter.

## Underarter
Arten delas in i följande underarter:
- H. b. baviaana
- H. b. brevirostris
- H. b. intermedia